# Jikkyō Powerful Pro Yakyū 7
Jikkyō Powerful Pro Yakyū 7 (実況パワフルプロ野球7?) es un videojuego de béisbol para PlayStation 2 publicado por Konami en julio de 2000, exclusivamente en Japón. Es el séptimo juego de la serie Jikkyō Powerful Pro Yakyū y el primero para la segunda consola de Sony.
- Datos: Q11452786